# My Mistake (film 1922 Lyons)
My Mistake è un cortometraggio muto del 1922 diretto da Eugene De Rue e Eddie Lyons.

## Produzione
Il film fu prodotto dalla Eddie Lyons Comedies.

## Distribuzione
Distribuito dall'Arrow Film Corporation, il film - un cortometraggio di due bobine - uscì nelle sale cinematografiche USA il 25 marzo 1922.